# پیدایش (ترانه گرایمز)
«پیدایش» (به انگلیسی: Genesis) ترانه‌ای از خواننده-ترانه‌پرداز کانادایی گرایمز می‌باشد که در ۹ ژانویهٔ سال ۲۰۱۲ به‌عنوان تک‌آهنگ اصلی سومین آلبوم استودیویی وی تحت عنوان دیدها (۲۰۱۲) منتشر گردید.